# Lophoptera dorsimacula
Lophoptera dorsimacula är en fjärilsart som beskrevs av Embrik Strand 1917. Lophoptera dorsimacula ingår i släktet Lophoptera och familjen nattflyn. Inga underarter finns listade i Catalogue of Life.